# Tiasca
Il Tiasca (Tìasca in lombardo) è un torrente della provincia di Novara che appartiene al Bacino del Lago Maggiore e quindi a quello del Ticino

## Percorso
La Tiasca nasce a circa 600 m s.l.m., dal gruppo montuoso del Mergozzolo, nel territorio a nord di Nebbiuno.
Scorre per circa 15 km in direzione est, ricevendo il suo maggior affluente: il rio Valcabbia.
Infine, giunta a quota 150 m s.l.m., sfocia nel Lago Maggiore nell'abitato di Meina.

## Fauna
L'ittiofauna risulta ben strutturata. Sono presenti trote, in variante fario. Nell'ultimo tratto anche vaironi.